# Colombe bridée
Geotrygon linearis
Espèce
Synonymes
- Geotrygon linearis (désuet)

Statut de conservation UICN

 LC  : Préoccupation mineure
La Colombe bridée (Zentrygon linearisi) est une espèce d'oiseaux de la famille des Columbidae.

## Répartition
Son aire dissoute s'étend à travers les montagnes de Colombie et du Venezuela, ainsi qu'à Trinité-et-Tobago.

## Habitat
Elle habite les forêts humides tropicales et subtropicales.